# قهرمانان تلمارک
قهرمانان تلمارک (انگلیسی: The Heroes of Telemark) یک فیلم جنگی تکنی کالر به کارگردانی آنتونی مان است که در سال ۱۹۶۵ منتشر شد.

## بازیگران
- کرک داگلاس
- ریچارد هریس
- اولاً یاکوبسون
- مایکل ردگریو
- روی داترایس
- آلن هاوارد
- William Marlowe
- آنتون دیفرینگ
- اریک پرتر
- کارل اشتپانک
- جرارد هاینتس
- George Murcell
- مروین جانز
- جفری کین
- موریس دنهام
- فایت بروک
- بری جونز
- دیوید دیویس
- جان مولدر-براون
- رالف مایکل
- Robert Ayres
- جان گولایتلی